# Duktus (Sprachwissenschaft)
Der Duktus ist in den Sprachwissenschaften ein bestimmtes Charakteristikum, eine bestimmte Eigenart, beim Schreiben oder beim Sprechen.
Mit Diktion wird demgegenüber eher die grundlegende sprachliche und schriftliche Ausdrucksweise einer Person im Sinne des persönlichen Stils bezeichnet.
In der Handschrift bezieht er sich auf die Führung der schreibenden Hand und bezeichnet den Schreibstil, das Charakteristische einer persönlichen Handschrift.
Bei der Sprache bezieht sich Duktus auf den Ausdruck des Gesprochenen oder Geschriebenen und bezeichnet den Sprachstil, das Charakteristische einer persönlichen Sprache, die Art zu sprechen, zu reden, zu schreiben.
Beim Sprechen beziehungsweise Reden sind unter Duktus sowohl stilistische Elemente, wie Wortwahl und Satzbau, als auch etwaige Dialekteinflüsse oder deren Fehlen zu verstehen. Auch die Aussprache, Intonation und andere Spracheigenschaften (Prosodie) eines Vortrags zählen zum Duktus.

## Trivia
Es ist möglich, Personen an ihrem Duktus zu erkennen. So wurde beispielsweise Theodore Kaczynski als der Unabomber identifiziert, weil sein Schreibstil von einem Familienangehörigen erkannt wurde.